# Böhlau Verlag

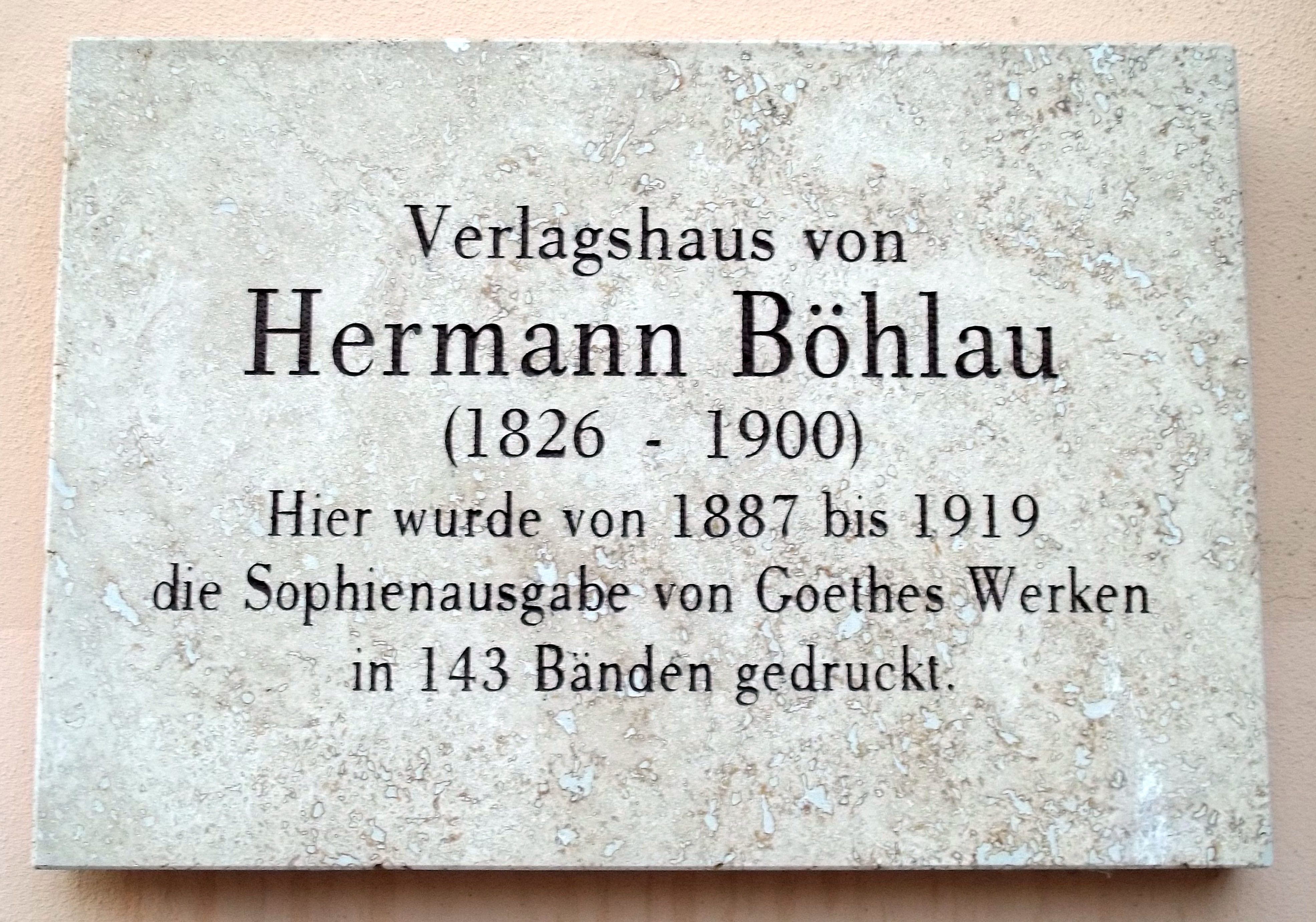
Placă în memoria lui Hermann Böhlau și a editurii sale pe peretele arhivei orașului Weimar, fosta clădire a editurii (Kleine Teichgasse 6)

Böhlau Verlag este o editură științifică și de reviste cu sediul în Viena (Böhlau Verlag GmbH & co. KG) și Köln (Böhlau Verlag GmbH & Cie.), care are și o sucursală la Weimar. Scopul principal al programului editorial este editarea unor cărți din științele umaniste. Editura a fost preluată de grupul editorial Vandenhoeck & Ruprecht la începutul anului 2017. Marca Böhlau va fi continuată.

## Istoric
Compania își are originea într-o tipografie care exista deja la curtea prinților de la Weimar. A fost înființată în 1624 prin ordinul ducelui Johann Ernst I, care a acordat în 1618 drepturi de tipărire tipografului Johann Weidner din Jena și Weimar. Tipografia a fost transferată în 1659 în proprietate privată.
În perioada Marii crize economice mondiale din anii 1920, unul dintre autorii editurii, profesorul de drept Karl Rauch, a preluat în 1924 revista Zeitschrift für Rechtsgeschichte, iar mai apoi întreaga editură. Cu toate acestea, după sfârșitul celui de-al Doilea Război Mondial, Rauch a înființat în 1947 la Graz o nouă editură Böhlau Verlag în 1947, care ulterior s-a mutat la Viena. În 1951, filiala germană a Böhlau Verlag și-a stabilit sediul la Köln, în Germania de Vest.
Compania mamă din Weimar a continuat să existe în calitate de editură privată, în ciuda divizării Germaniei și a fondării RDG. Böhlau Verlag a continuat să mențină contacte în Occident în contextul fezabil din punct de vedere politic. Întrucât o companie privată era foarte greu de administrat într-o țară socialistă, familia Rauch a fost de acord în 1979 cu achiziționarea editurii din Weimar de către Academia de Științe. Ea a fost redenumită Hermann Böhlaus Nachfolger.
După sfârșitul RDG, Böhlau Verlag (Vest) nu a reușit să revoce această vânzare. Editura a fost achiziționată în 1998 de editura J.B. Metzler, care aparține grupului editorial Georg von Holtzbrinck. La 30 iunie 2002 sediul editurii din Weimar a fost desființat de Hermann Böhlaus Nachfolger. De atunci, există doar ca o marcă a J.B. Metzler; această editură a fost achiziționată la rândul ei de Springer Nature în 2015.
Böhlau Verlag Köln und Wien a deschis în 1990 o sucursală la Weimar.

## Legături externe
- Site-ul editurii Böhlau